# Pfarrhaus Theuern (Kümmersbruck)

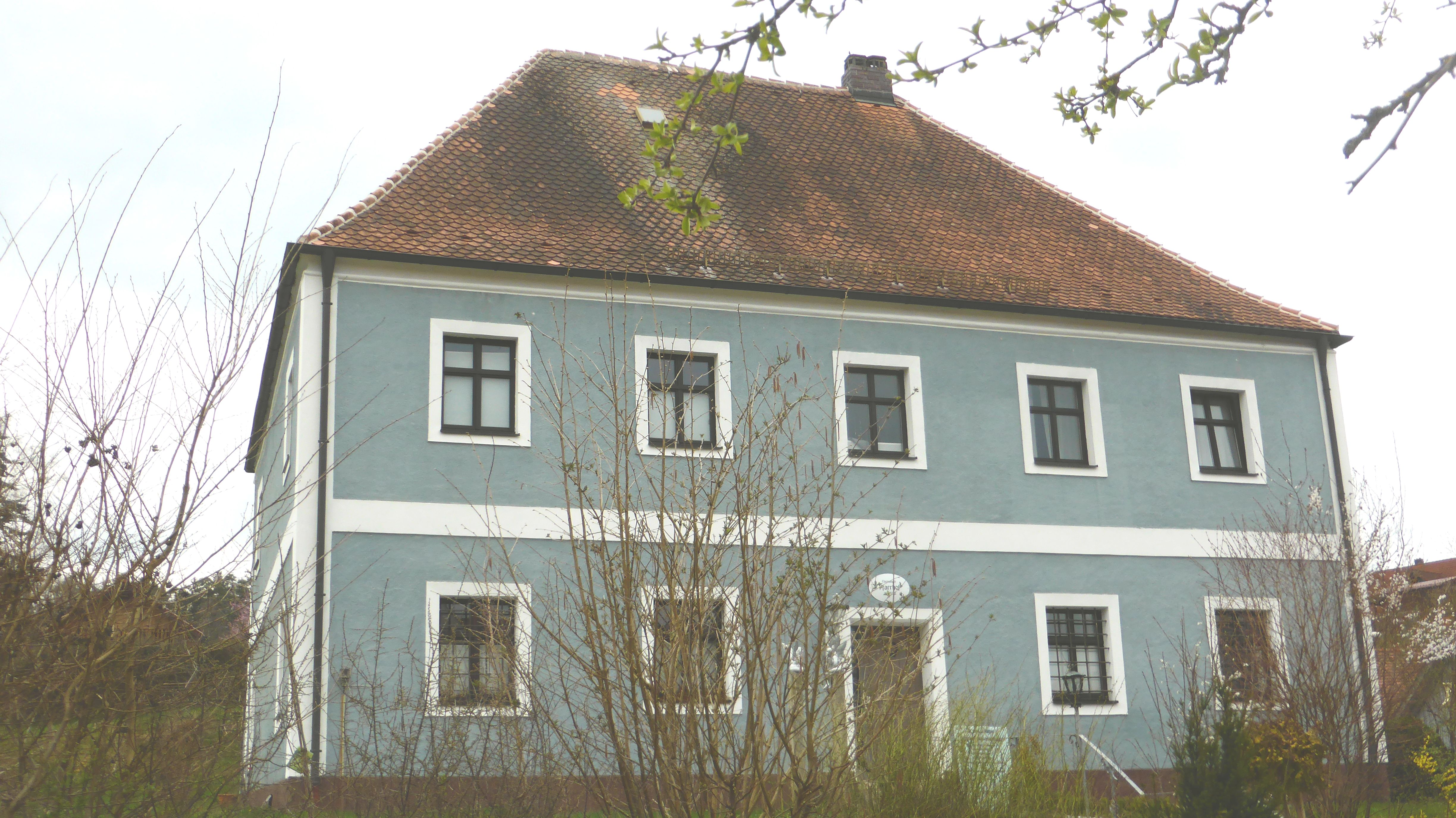
Pfarrhaus in Theuern

Das Pfarrhaus in Theuern, einem Gemeindeteil von Kümmersbruck im Oberpfälzer Landkreis Amberg-Sulzbach in Bayern, wurde 1732 errichtet. Das Pfarrhaus an der Portnerstraße 8 ist ein geschütztes Baudenkmal.
Der zweigeschossige, verputzte Massivbau mit Walmdach und einfacher Fassadengliederung besitzt fünf zu zwei Fensterachsen.